# ブジェスコ郡
ブジェスコ郡（ポーランド語:Powiat brzeski）は、南ポーランドのマウォポルスカ県にある地方自治体。1998年の地方行政区画再編の結果、1999年1月1日に誕生した。郡都で最大の町はブジェスコであり、県都であるクラクフの東50kmに位置する。他の唯一の町であるチュフフは、ブジェスコの南14kmに位置する。
郡は590km2の面積がある。2006年の統計で、郡全体の人口が90,214人である。

## 近隣の郡
東部はタルヌフ郡、南部はノヴィ＝ソンチュ郡とリマノヴァ郡、西部はボフニャ郡、北西部はプロショヴィツェ郡と接している。

## 下位自治体
郡は7つの下位自治体に分割される。（2つの町、5つの村）なお、人口順に並べてある。
| 名称                 | 種類 | 面積（km2） | 人口（2006年） | 中心地       |
| -------------------- | ---- | ----------- | -------------- | ------------ |
| グミナ・ブジェスコ   | 町   | 102.6       | 35,438         | ブジェスコ   |
| グミナ・デンブノ     | 村   | 81.5        | 13,965         | デンブノ     |
| グミナ・シュチュロバ | 村   | 134.6       | 9,846          | シュチュロバ |
| グミナ・チュフフ     | 町   | 66.5        | 9,195          | チュフフ     |
| グミナ・ボジェンチン | 村   | 102.7       | 8,373          | ボジェンチン |
| グミナ・グノイニク   | 村   | 54.9        | 7,336          | グノイニク   |
| グミナ・イフコバ     | 村   | 47.2        | 6,061          | イフコバ     |